# Roman Kaczorowski
Roman Kaczorowski, ps. Prokop (ur. 2 listopada 1906 w Grodnie, zm. 31 sierpnia 1966 w Poznaniu) – inżynier leśnik, porucznik saperów rezerwy, instruktor harcerski, współzałożyciel organizacji harcerskiej „Wigry”, dowódca kompanii w Batalionie Wigry.

## Życiorys
Urodził się2 listopada 1906 w Grodnie, w rodzinie Jana. Wychowywał się w Warszawie. W czasach szkolnych wstąpił do harcerstwa, a na studiach został instruktorem harcerskim.
W 1927 uzyskał maturę. Następnie rozpoczął studia w Szkole Głównej Gospodarstwa Wiejskiego. Po ich ukończeniu otrzymał w 1937 dyplom magistra nauk agrotechnicznych i inżyniera leśnika.
W 1937–1938 odbył obowiązkową służbę wojskową w Szkole Podchorążych Rezerwy Saperów w Modlinie. Następnie do wybuchu wojny pracował w Warszawskiej Dyrekcji Lasów Państwowych, w tartaku Parciaki.
1 lipca 1939 został powołany na ćwiczenia rezerwy w batalionie silnikowym w Nowym Dworze Mazowieckim na stanowisku zastępcy dowódcy plutonu. Uczestniczył w kampanii wrześniowej. Po powrocie do Warszawy pracował w prywatnych firmach opałowych. W czasie okupacji rozpoczął studia na Wydziale Lekarskim Tajnego Uniwersytetu Ziem Zachodnich.
Był jednym ze współzałożycieli organizacji harcerskiej „Wigry”. Był II zastępcą dowódcy Batalionu Harcerskiego Wigry i dowódcą 2 kompanii „Czesław” w tym batalionie. 3 maja 1942 został mianowany podporucznikiem rezerwy, a 3 maja 1944 awansował na porucznika rezerwy w korpusie oficerów saperów. W powstaniu warszawskim przeszedł kanałami ze Starego Miasta do Śródmieścia. Po upadku powstania trafił do niewoli niemieckiej, nadano mu numer jeniecki 1417.
Był żonaty z Jadwigą z Piaskowskich.

## Ordery i odznaczenia
- Krzyż Walecznych – 14 sierpnia 1944[5]